# استفانی تنسی
استفانی تنسی (انگلیسی: Stephanie Tency؛ زادهٔ ۱۲ دسامبر ۱۹۹۰) مدل مجری تلویزیونی و هنرپیشه اهل هلند است که دوشیزه جهان هلند در سال ۲۰۱۸ شد.

## زندگی‌نامه
وی در ۱۲ دسامبر ۱۹۹۰ در آمستردام به دنیا آمد وی آمریکایی، ارمنی، آلمانی و اندونزیایی‌تبار می‌باشد. وی در رسانه مد آموزش دیده‌است. وی به عنوان مجری تلویزیونی هنرپیشه و مدل در تلویزیون هلند فعالیت می‌کند.